# Miliardowice
Miliardowice – część wsi Ligota w Polsce, położona w województwie śląskim, w powiecie bielskim, w gminie Czechowice-Dziedzice.
W latach 1975–1998 Miliardowice położone były w województwie katowickim.
W Miliardowicach znajduje się parafia rzymskokatolicka pw. Miłosierdzia Bożego, przedszkole, szkoła podstawowa, biblioteka.
Nazwa jest pochodzenia kulturowego na wzór patronimicznych, została wyrobiona od słowa miliard, jako że kolonia powstała na ziemi wykupionej w okresie gwałtownej dewaluacji pieniądza.

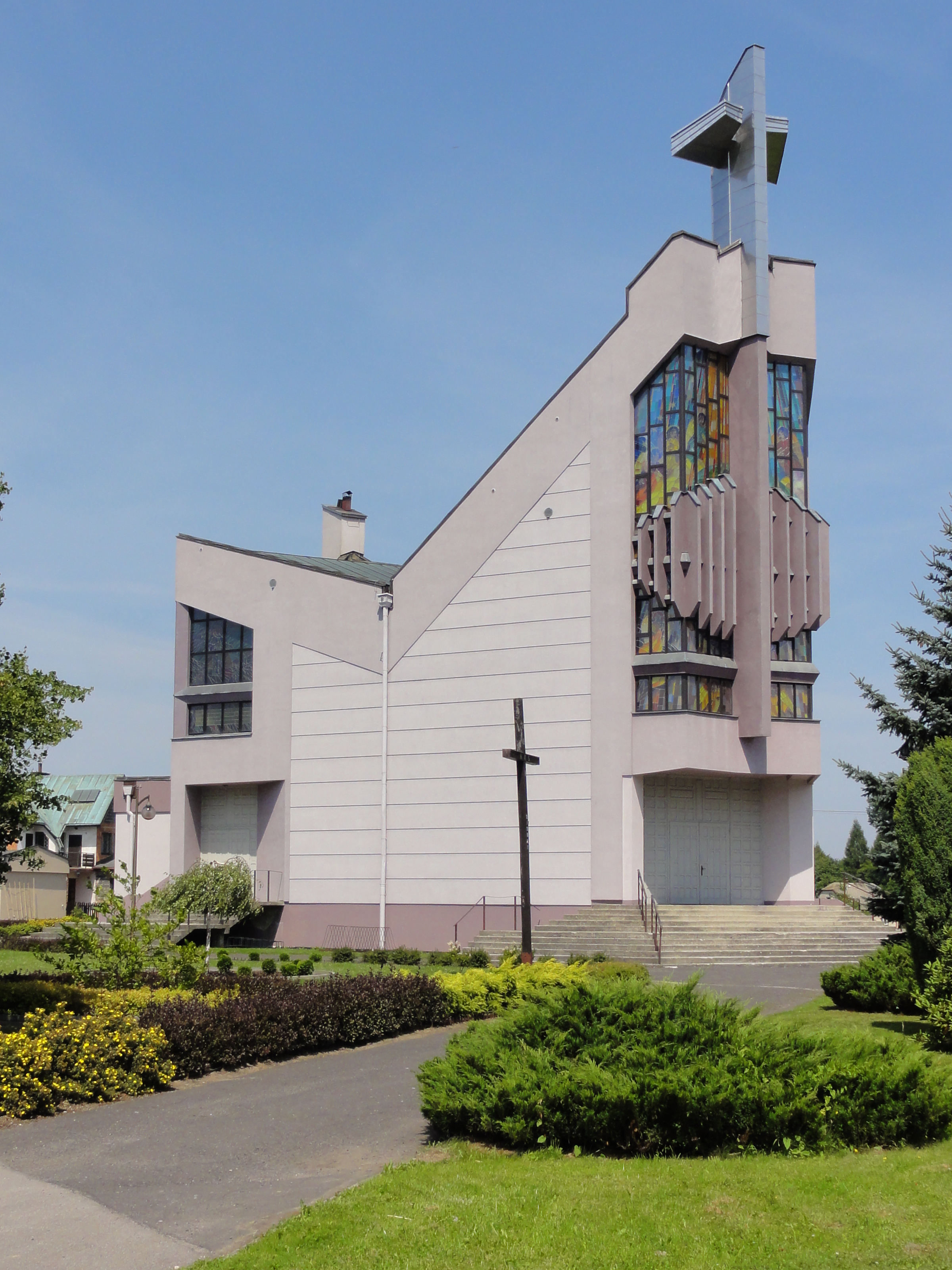
Kościół Miłosierdzia Bożego
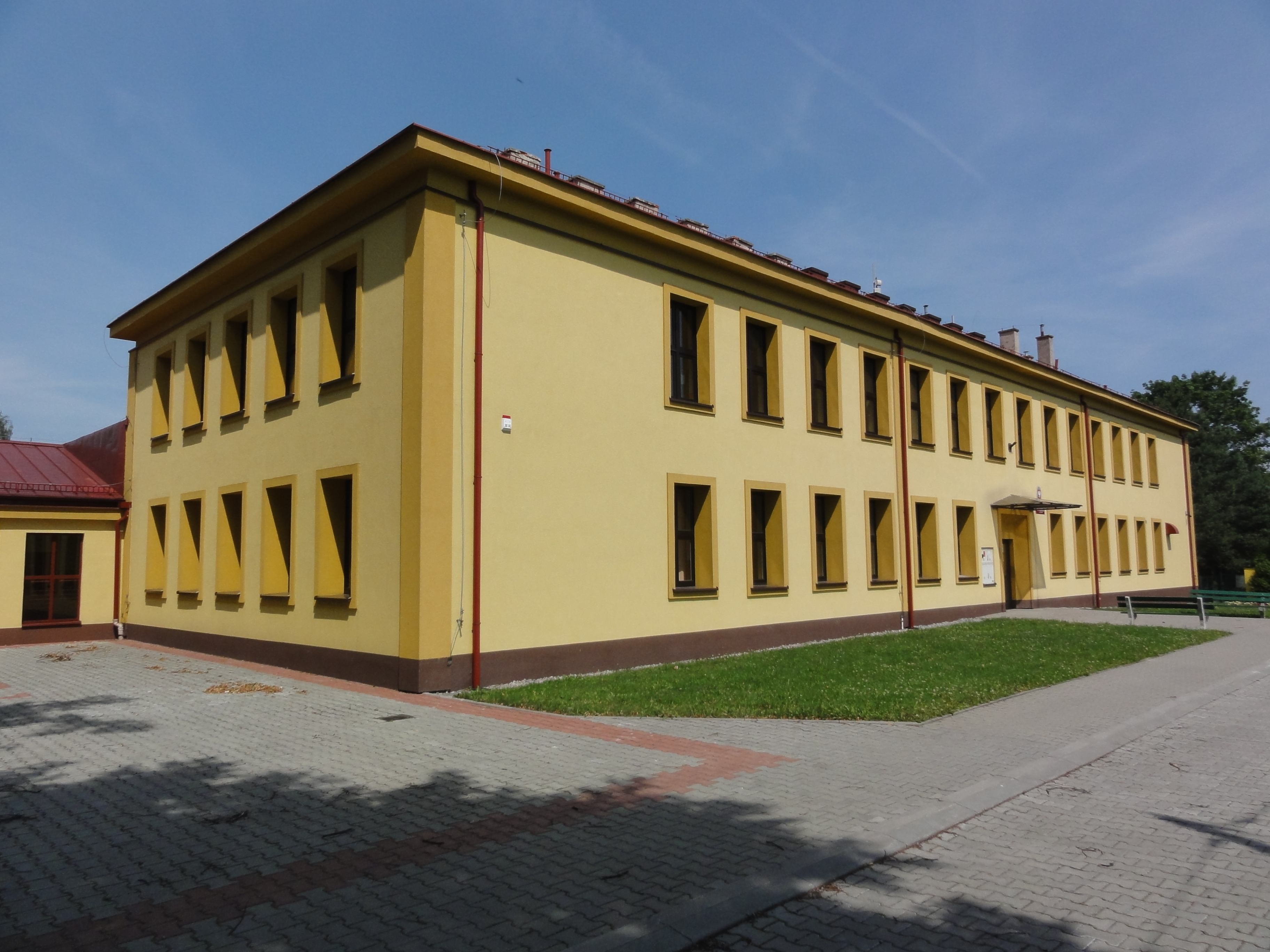
SP nr 2 im. Powstańców Śląskich